# أب شيرين (كاشان)
أب شيرين هي قرية في مقاطعة كاشان، إيران. عدد سكان هذه القرية هو 992 في سنة 2006.